# Freedom (rose)
ʽFreedom’ (syn.: ʽDICjem’) est un cultivar de rosier mis au marché en 1984 par l'obtenteur nord-irlandais Colin Dickson. Il est issu du croisement (ʽEurorose’ × ʽTaifun‘) × ʽBright Smile’.

## Description
Il s'agit d un hybride de thé de forme classique dont les fleurs arborent une splendide couleur jaune. Elles mesurent 9 cm de grosseur et ne sont pas très parfumées. Cette variété se plaît dans les zones bien arrosées. Son buisson s'élève à 80 cm.
Le style de sélection auquel ʽFreedom’ se rattache avec de longs pétales, des boutons élégants, des fleurs épanouies pas trop denses sur des tiges fortes a été cultivé dans la tradition de Henry Bennett depuis six générations par la famille des rosiéristes Dickson et est devenu un modèle d'hybride de thé.
On compte dans cette tradition depuis la fin du XIXe siècle des cultivars fameux comme 
ʽMrs W. J. Grant’ (1892), ʽLiberty’ (1902) et ʽGeorge Dickson’ (1912). Plus récemment, la maison Dickson a créé de grands succès de couleur jaune, comme ʽElina’ (1983), rose favorite du monde en 2006, ʽTequila Sunrise’ (1988), ʽGypsy Dancer’ (1994) dans cette lignée.

## Distinctions
- RHRS médaille d'or 1983
- La Haye médaille d'or 1992
- James Mason médaille d'or 1997